# Jaiyah Saelua
Jaiyah Saelua (nacida como Jonny Saelua; Leone, Samoa Americana, 19 de julio de 1988) es una exjugadora de fútbol de Samoa Americana que actuaba en la posición de defensa central. Fue internacional con la selección nacional de su país. 
Saelua se identifica como fa'afafine, una identidad de género que designa al tercer género en la cultura samoana. A raíz de ello se convirtió en la primera persona no binaria y en la primera mujer transgénero que participó de un torneo de clasificación a la Copa Mundial de Fútbol organizada por la FIFA.
Su historia fue registrada en el documental Next Goal Wins -dirigido por Taika Waititi y estrenado el 19 de abril de 2014-, y ficcionalizada luego como parte del argumento de la película del mismo nombre de 2023.

## Trayectoria
Aunque Saelua jugó al fútbol desde su niñez, fue recién a sus 11 años que comenzó a hacerlo de forma organizada y competitiva como parte del equipo de su escuela que era entrenado por Nicky Salapu. Poco después debutaría en la Liga de Fútbol FFAS, competición que disputaría hasta 2023 vistiendo sucesivamente los colores de los equipos Konica Machine, Savage FC, Lion Heart FC, FC SKBC e Ilaoa and To'omata.
Algo característico de su participación en esos torneos es que siempre salía a la cancha con el rostro maquillado.
Asistió a la Universidad de Hawái en Hilo para estudiar arte dramático entre 2009 y 2011, pero no jugó para el equipo de la institución en los torneos de la NCAA.
Siendo aun jugadora, se desempeñó también como entrenadora del equipo juvenil Leone Lions, lo que le permitió recibir el Premio al Entrenador del Año de Equipos Juveniles en 2019, otorgado por la Federación de Fútbol de Samoa Americana.

### Selección nacional
Hizo su debut con sólo 15 años en la selección de fútbol de Samoa Americana en una derrota por 0-11 ante Fiji en mayo de 2004, partido correspondiente a la clasificación de OFC para la Copa Mundial de Fútbol de 2006. Posteriormente jugaría tres partidos de la clasificación de OFC para la Copa Mundial de Fútbol de 2010 e integraría la escuadra que disputó el torneo de fútbol masculino de los Juegos del Pacífico de 2011.
Durante la clasificación para la Copa de las Naciones de la OFC 2012, el equipo nacional samoano americano fue conducido por el entrenador Thomas Rongen, quien la designó como titular. Luego de ello comenzaría con su transición de género para dejar de ser un hombre cisgénero y convertirse en una mujer transgénero, lo que derivó en que no fuese convocada nuevamente a la selección de fútbol de Samoa Americana y especulase con la posibilidad de unirse a su equivalente femenina.
De todos modos Saelua tuvo la oportunidad de representar a su país por última vez en el torneo de fútbol masculino de los Juegos del Pacífico 2019.

## Activismo
En 2011 Sepp Blatter, a la sazón presidente de la FIFA, le envió una carta reconociéndola como la primera persona no binaria en jugar una competición oficial organizada por la FIFA. Desde entonces Saelua participa de iniciativas para combatir la discriminación por orientación sexual en el ámbito del fútbol, incluyendo las promovidas por la FIFA como el FIFA Diversity Award.